# Красноухий блитов дятел
Красноухий блитов дятел (лат. Blythipicus pyrrhotis) — вид птиц из семейства дятловых. Выделяют пять подвидов.

## Распространение
Обитают в Азии на территории Непала, Китая (включая остров Хайнань), Лаоса, Вьетнама, Индии, Малайзии. Живут в лесах.

## Описание
Длина тела 26.5-30 см; вес 126—170 г (номинативный подвид pyrrhotis), 100—102 г (подвид cameroni).
У самцов тускло-коричневая макушка, короткий гребень и затылок с перемежающимися рыжими или охристыми прожилками, светлый коричневато-охристый лоб, такие же подбородок и горло, немного более тёмные кроющие перья ушей со светлыми прожилками. Шея по бокам ярко-малиновая. Верхняя сторона тела от темно-коричневой до черноватой с узкими темно-рыжими полосами, заметным рисунком на изношенном оперении (часто он затемнен на свежем), рыжеватыми и черноватыми полосами на надхвостьях. Верхняя часть крыла полосатая рыжевато-чёрная; надхвостья рыжеватые, с широко расставленными узкими черноватыми полосами, иногда без полос, снизу темно-коричневые с ржавым оттенком. Имеются обычно малозаметные узкие ржавые полосы на нижней части брюха и нижней части боков, тёмно-рыжие нижние кроющие перья хвоста с чёрными полосами. Длинный клюв с долотообразным концом, у которого очень широкое основание, бледно-желтое или зеленовато-желтое, либо серовато-зеленое. Радужная оболочка красно-коричневая, кожа вокруг глаз голубая; ноги серовато-чёрные со слабым желтоватым оттенком.
У самки клюв короче, чем у самца, голова бледная, без рыжего цвета. Молодые особи более тусклые и тёмные снизу, чем взрослые, с бледно-рыжими полосами, более заметными сверху перемычками, голова темнее с заметными светлыми полосами, самец с тускло-красными полосами на затылке. Представители подвида sinensis светлее, чем птицы номинативного подвида, часто с узкими желтоватыми полосками на груди, полосами на верхней стороне тела более коричневато-рыжими; представители подвида annamensis снизу намного темнее, оттенок почти черноватый, обычно без полос, при этом они гораздо более рыжие, с меньшим количеством коричного оттенка, сверху, самец с меньшим количеством красного на голове. Представители подвида hainanus мелкие, короткоклювые, более коричневые, в их окраске меньше сажного оттенка. Представители подвида cameroni очень тёмные, самцы с маленьким красным пятном на голове.

## Биология
Питаются насекомыми (термитами, муравьями, крупными личинками древесных жуков и другими), от случая к случаю — ягодами.